# Аурангзеб
Абул Музаффар Муні-уд-дін Мухаммад Аурангзе́б (* 4 листопада 1618—3 березня 1707) — 6-й падишах імперії Великих Моголів з 1658, відомий також як Аламгір І.

## Життєпис
Третій син Шах Джахана, у 1657—1659 роках у боротьбі за престол знищив своїх братів-суперників (Дара Шукоха, Шах Шуджу, Мурада Бахшу) змістив з престолу та заарештував свого батька відправивши того до в'язниці, де той і помер через 8 років.
За його правління намагався розширити володіння за рахунок ахомі в Ассамі та держави Аракан (частина сучасної М'янми). У 1666 році вдалось приєднати область Чітгаон (сучасний Читтагонг). після цього у 1667—1675 років довелося вести запеклі війни проти повсталих афганських племен, що завдало значного фінансового удару по імперії.
Завершив завоювання Декана і південної Індії протягом 1685—1689 років. Захопив султанати Біджапур та Голконда. Після цього на деякий час зміг придушити повстання маратхів, скориставшись розбратом серед нащадків Шиваджі. У 1690 році вступив у конфлікт з англійською Ост-Індською компанією, внаслідок чого відбулася так звана «Війна Чайлда» (за ім'ям голови директорів компанії Джошуа Чайлда). В результаті моголи захопили Хуглі в Бенгалії, взяли в облогу Бомбей. Англійці змушені просити миру, який був укладено на умовах Ауранґзеба: виплачено збиток могольським купцям, Чайлда звільнено з посади, права компанії на території імперії обмежені.
У внутрішній політиці був прихильним лише до мусульман-сунітів, переслідував не лише індусів, а й шиїтів. У 1665 році видано наказ, згідно якому торгівці-індуси оподатковувалися 5 % податком (мусульмани — 2,5 %). У 1669 році Аурангзеб наказав своїм субадарам (намісникам) у провінціях зруйнувати усі нещодавно зведені школи та храми індусів. У 1671 році наказав, щоб усі працівники адміністративного апарату були мусульманами (згодом пом'якшено — впроваджено квоту у 50 % для індусів). У 1679 році повернута джизія (податок на невірних), що викликало найбільше обурення. Усіма цими діями Аурангзеб викликав низку повстань сикхів, раджпутів, маратхів, джатів, які з кінця 1670-х років вирували до самої смерті падишаха.
Аурангзеб прагнув перетворити Індію, яку вважав дар аль-харб (країною війни, тобто країною «невірних» немусульман) на дар аль-іслам (країну ісламу). Це означало повну відмову від принципу віротерпимості падишаха Акбара. Аурангзеб проводив життя у нескінченних війнах і каральних походах, командуючи військом особисто. Під час однієї з кампаній у Декані Ауранґзеб помер. Його поховали як звичайного мусульманина-дервіша в окремій могилі біля Аурангабада.
Після смерті Аурангзеба його держава почала розпадатися.

## Культура
Його правління було періодом найбільшої могутності династії Моголів, розквіту культури та мистецтва. Навіть його донька — Зеб-ун-Ніса стала відомою поетесою.